# 弗莱明·延森
弗莱明·延森（丹麥語：Flemming Jensen，20世纪—），丹麦男子赛艇运动员。他曾代表丹麦参加世界赛艇锦标赛，获得一枚金牌和三枚铜牌，均来自轻量级项目。